# 仙北新聞 (秋田)
仙北新聞（せんぼくしんぶん）とは、株式会社秋田精巧堂が発行している大仙市の大曲地区のフリーペーパー。1946年創刊であるが、起源は戦前に遡るとされる。である。大曲地区で公称6000部を発行している。
発行頻度は時期によって大きく異なっているが、2010年代半ばまでは、長く月2回刊で刊行されていた。休刊期間を挟み、2018年秋から数ヶ月おきに刊行されるようになっている。
なお、宮城県の仙北新聞とは、一切関係ない。